# Arnaut Peire d'Agange
Arnaut Peire d'Agange o Arnaut Peire de Ganges (fl. XIII secolo) è stato un trovatore occitano, originario probabilmente di Agange o Ganges (lat. Aganticum).
Dell'opera di Arnaut ci resta una sola canso, in parte mutila, databile possibilmente dal 1267 al 1272 o, secondo Jeanroy, prima del 1187, in base all'interpretazione che viene fatta dell'avinens empereire ("grazioso imperatore"), identificabile con tutta probabilità con Alfonso X di Castiglia, imperatore dal 1267 al 1272, a cui è rivolta la canzone affinché interceda a favore della sua dama.
Canso
di sei coblas unissonans e capfinidas di dodici versi e una tornada di sei
 Qan lo temps brus e la freja sazos

 e·l vens esquieus esclarzis los espes,

 don s'escurzis la clartat e·l ceres

 e vey mermatz los menutz auzelos

 del bel deport qu'entr'els esser solia,

 que·l freg d'ivern los destrenh e·ls desvia,

 si c'us non es alegres ni chantaire,

 la do[n] m'es obs .i. novel chant a faire

 d'amors que·m vol del tot al sieu servir

 e no m'en puesc pus selar ni cobrir

 tan m'a destreg e tirat prop de se,

 per qu'ieu mai..........

[...]

 Si sabia l’avinens emperaire

 que·l vostre cors fes al mieu tan maltraire,

 tant sap d'onors e de ricx faitz complir

 qu'el vendria, segon lo mieu albir,

 a vos preyar que·m fessetz calque be,

 per los sieus precx, o per vostra merce.